# Barreiros (Amares)
Barreiros is een plaats (freguesia) in de Portugese gemeente Amares en telt 702 inwoners (2001).

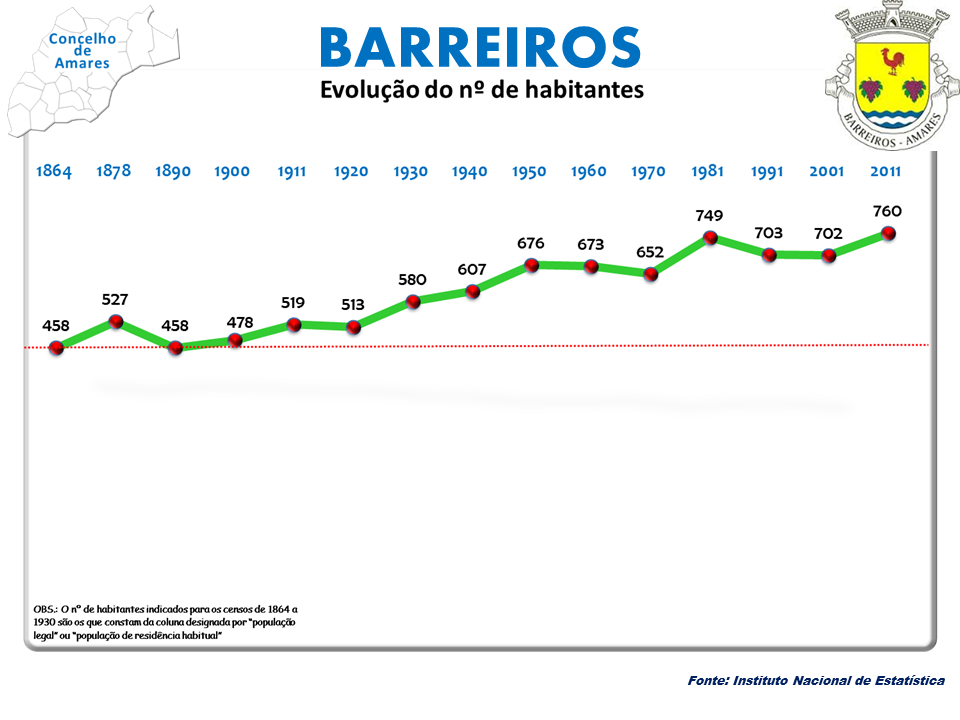
Bevolkingsontwikkeling tussen 1864 en 2011

In 2011 bedroeg het bevolkingsaantal 750 personen.